# Ceratosoma gracillimum
Ceratosoma gracillimum is een slakkensoort uit de familie van de Chromodorididae. De wetenschappelijke naam van de soort is voor het eerst geldig gepubliceerd in 1876 door Semper in Bergh.